# Anthomyia crassinervis
Anthomyia crassinervis este o specie de muște din genul Anthomyia, familia Anthomyiidae. A fost descrisă pentru prima dată de Albququerque în anul 1959. Conform Catalogue of Life specia Anthomyia crassinervis nu are subspecii cunoscute.